# 樋口龍峡
樋口 龍峡（ひぐち りゅうきょう、1875年5月14日 - 1929年6月6日）は、評論家、社会学者、政治家。本名は樋口秀雄、別号は暁雪。1909年に文芸革新会を興し、自然主義批判の文芸評論家として活躍した一方で、1915年には衆議院議員に当選し、政治家としても活動した。

## 概要
筑摩県伊那郡飯田町（現長野県飯田市）の銀行家樋口与平・美寿の長男として生まれた。飯田尋常小学校、旧制松本中学、第一高等学校を経て、東京帝国大学文科大学哲学科へと進学し、ここで社会学を専攻した。更に1900年には大学院へと進み、1901年に高山樗牛が発表した『美的生活を論ず』に対して、雑誌『太陽』に「美的生活論を読んで樗牛子に与ふ」を寄せて、道徳主義・悟性主義の立場から反論した。これを発端として樋口は1909年に後藤宙外や登張竹風、笹川臨風らとともに「文芸革新会」を結成し、反自然主義運動を展開した。また、1904年頃から明治大学で教鞭を執り、学内の清国留学生用の教育機関である経緯学堂の主事などを務めた。
1911年、大隈重信主宰の雑誌『新日本』が創刊されると、樋口は永井柳太郎と共に編集にあたり、この頃から政界への興味を強め始めた。1914年に井上哲次郎の推薦により文学博士の候補者となったが、折からの井上らと上田萬年らの反目によって、結局は上田らの推す澤柳政太郎が当選したことから政界進出を決意し、1915年に行われた第12回衆議院議員総選挙において立憲同志会の推薦を得て出馬し、初当選を果たした。その後、政党の合同に伴い、党籍も憲政会、立憲民政党（以下、民政党）へと異動した。
1928年、樋口は民政党を離れ、田中善立らと憲政一新会を発足させた。これに伴い、民政党幹部会が樋口を除名したことから、樋口と同じく長野県選出の民政党代議士である百瀬渡や、降旗元太郎などは樋口の復党運動を展開した。しかし、樋口は復党することなく、1929年6月6日に心臓麻痺で死去した。

## 著作

### 単著
- 『碧潮』（嵩山堂、1906年）
- 『社会心理の研究』［日本社会学研究所論集］（社会学研究所、1908年）
- 『時代と文芸』（博文館、1909年）
- 『社会論叢』（日高有倫堂、1909年）
- 『社会学小史』（二松堂、1911年）
- 『社会学十回講義』（二松堂、1912年）
- 『群衆論』（中央書院、1913年）
- 『現代思潮論』（中央書院、1913年）
- 『近代社会学講話』［早稲田文学社文学普及会講話叢書］（文学普及会、1915年）
- 『新世界の印象』（国民書院、1922年）
- 『欧米うらおもて』（弘道館、1922年）

### 編著
- 『千波万波』（大町桂月共編、日高有倫堂、1909年）
- 『寄る波』（大町桂月共編、日高有倫堂、1909年）
- 『自ら進んで取れ』（広文堂、1910年）
- 『新体美文資料』［新体作文叢書］（文盛堂書店、1914年）
- 『新体書翰文』［新体作文叢書］（文盛堂書店、1914年）
- 『新体女子書翰文』［新体作文叢書］（文盛堂書店、1915年）
- 『新体実業書翰文』［新体作文叢書］（文盛堂書店、1915年）
- 『新体学生文範』［新体作文叢書］（文盛堂書店、1915年）
- 『舌と筆 雄弁美辞』（二松堂書店、1916年）
- 『雲か波か 文豪傑作』（松本商会出版部、1918年）

### 翻訳
- エンリコ・フェリ（英語版）『社会政策と近世科学』（金港堂、1909年）
- ヒューゴ・ミュンステルベルヒ（英語版）『済生の本義』（岡本芳二郎共訳、二松堂書店、1913年）